# Eigil Bryld
Eigil Bryld (* 1971) ist ein dänischer Kameramann.

## Leben
Eigil Bryld wurde 1971 in Dänemark geboren. 1992 machte er seinen Abschluss in Film- und Videoproduktion am Coleg Gwent in Wales. Anschließend zog er nach London, wo er als Kameraassistent arbeitete. Sein erster Spielfilm als hauptverantwortlicher Kameramann war das 1996 veröffentlichte und von Anders Rønnow Klarlund inszenierte dänische Drama Ein Tag im Mai. Seitdem drehte er mehrere internationale Filme, darunter in Dänemark, Großbritannien und in den Vereinigten Staaten, außerdem arbeitete er für verschiedene Serien. Sein Schaffen umfasst mehr als drei Dutzend Produktionen. Für seine Arbeit an Wisconsin Death Trip wurde er 2001 mit einem BAFTA TV Award ausgezeichnet. Eine Nominierung für den dänischen Filmpreis Robert erhielt er 2003 als Bester Kameramann für seine Arbeit an Charlie Butterfly. 2010 war er mit Ein Leben für den Tod erstmals für einen Emmy nominiert. 2013 erhielt er für seine Kameraarbeit an der ersten Folge der Politserie House of Cards den Emmy.
Bryld ist mit der dänischen Schriftstellerin Naja Marie Aidt verheiratet, mit der er seit 2003 einen gemeinsamen Sohn hat.

## Filmografie (Auswahl)
- 1996: Ein Tag im Mai (Den attende)
- 1997: Dazlak – Skinhead
- 1999: Besessen (Besat)
- 1999: Wisconsin Death Trip
- 2000: Ved verdens ende
- 2000: Sturm der Vergeltung (Före stormen)
- 2002: Charlie Butterfly
- 2003: To Kill a King
- 2004: Oh Happy Day
- 2005: The King oder Das 11. Gebot (The King)
- 2005: Kinky Boots – Man(n) trägt Stiefel (Kinky Boots)
- 2006: The Half Life of Timofey Berezin
- 2007: Geliebte Jane (Becoming Jane)
- 2008: Brügge sehen … und sterben? (In Bruges)
- 2009: Paper Man – Zeit erwachsen zu werden (Paper Man)
- 2010: Ein Leben für den Tod (You Don't Know Jack, Fernsehfilm)
- 2011: Tilda
- 2012: Not Fade Away
- 2013: House of Cards (Fernsehserie, 11 Episoden)
- 2016: Crisis in Six Scenes (Miniserie, 6 Episoden)
- 2017: The Wizard of Lies – Das Lügengenie (The Wizard of Lies, Fernsehfilm)
- 2017: Tulpenfieber (Tulip Fever)
- 2018: Ocean’s 8 (Ocean’s 8)
- 2019: The Report
- 2019: The Loudest Voice (Miniserie, 4 Episoden)
- 2022: Tiefe Wasser (Deep Water)
- 2023: Extrapolations (Fernsehserie, 1 Episode)
- 2023: The Machine
- 2023: No Hard Feelings
- 2023: The Holdovers